# Llengua piro
El piro és una llengua kiowa-tano parlada pel Pueblo Piro a Nou Mèxic. Generalment hom l'ha classificada dins el grup de les parles tiwa,
encara que Leap (1971) manifestà que el piro és una llengua tano total. La seva classificació en un dels subgrups d'aquesta família és objecte de discussió, ja que algunes vegades apareix com una branca separada i en altres ocasions es relaciona amb algun dels altres subgrups.
Els piro ocupaven una zona de Nou Mèxic entorn de les localitats de Senecú i Socorro. Després de la rebel·lió dels indis pueblo (1680) emigraren cap al sud i van fundar dos poblats del mateix nom a Chihuahua i Texas.
La llengua va ser escassament documentada. Entre el material conegut sobre l'idioma piro hi ha una llista de 150 paraules recollida per Barttlet el 1850, una traducció del Pare Nostre i la toponímia registrada pels espanyols en l'època colonial. La llengua probablement es va extingir durant el segle xix, perquè en iniciar el segle XX no se'n coneixien parlants.